# Gibberula rauli
Gibberula rauli is een slakkensoort uit de familie van de Cystiscidae. De wetenschappelijke naam van de soort is voor het eerst geldig gepubliceerd in 1987 door Fernandes.